# Delaware durant la guerre de Sécession
L'esclavage est un problème clivant au Delaware pendant les années qui précèdent la guerre de Sécession. L'opposition à l'esclavage au Delaware, qui plonge ses racines chez les Quakers de Pennsylvanie, pousse beaucoup de propriétaires d'esclaves à les émanciper ; la moitié de la population noire de l'État est libre en 1810, et plus de 90 % sont libres en 1860,. Cette tendance amène aussi des législateurs conservateurs à restreindre les organisations de noirs libres, et la police de Wilmington est accusée d'application rigoureuse de la loi à l'encontre des esclaves en fuite (en) alors que beaucoup de Delawariens enlèvent des noirs libres parmi les grandes communautés dans tout l'État et le vendent dans des plantations plus au Sud.
Pendant la guerre de Sécession, le Delaware est un État esclavagiste qui reste au sein de l'Union. Le Delaware vote le 3 janvier 1861 de ne pas faire sécession. Le Delaware avait été le premier État à embrasser l'Union en ratifiant la constitution et sera le dernier à la quitter, selon le gouverneur du Delaware de l'époque. Bien que la plupart des citoyens du Delaware qui ont combattu pendant la guerre de Sécession, l'ont fait dans des régiments de l'Union, quelques-uns ont servi dans des compagnies du Delaware du côté de la Confédération dans des régiments du Maryland et de Virginie.
Le gouvernement du Delaware n'a jamais formellement aboli l'esclavage pendant la guerre de Sécession ; cependant, une grande partie des propriétaires d'esclaves de l'État ont libéré leurs esclaves.
Deux mois avant la fin de la guerre de Sécession, le 8 février 1865, le Delaware vote le rejet du 13e amendement de la constitution des États-Unis et vote en vain la poursuite de l'esclavage après la guerre de Sécession. Le Delaware ratifie symboliquement l'amendement le 12 février 1901, 38 ans après la proclamation d'émancipation d'Abraham Lincoln. L'esclavage au Delaware se termine seulement lorsque le 13e amendement prend effet en décembre 1865. Le Delaware rejette aussi le 14e amendement pendant la période de reconstruction.

## Élection présidentielle de 1860
Dans la décennie qui précède l'élection présidentielle de 1860, le Delaware voit une forte augmentation de sa population. Cette augmentation de la population renforce les liens sociaux économiques avec les États du Nord sans toutefois rompre les liens agraires avec les États du Sud. L'augmentation de la population entre 1850 et 1860 est de 22 % pour l'ensemble de l'État et est de 52 % pour la seule ville de Wilmington.
En 1860, si dans les États du Nord, le parti républicain a absorbé le parti whig et des Know Nothing, dans les États limitrophes, les sympathisants whigs et know nothing préfèrent le nouveau parti de l'Union constitutionnelle qui nomme John Bell pour la candidature à la présidence. Certains des délégués démocrates, dont James Bayard et William Whiteley tentent de s'opposer à la nomination du sénateur Stephen Douglas à la candidature démocrate. Cela aboutit à la présence de deux tickets démocrates, celle de Stephen Douglas et celle de John Breckinridge.
| Candidat     | Parti                   | Voix   | %    |
| ------------ | ----------------------- | ------ | ---- |
| Breckinridge | Démocrate               | 7 323  | 45,9 |
| Bell         | Union constitutionnelle | 3 833  | 24,0 |
| Lincoln      | Républicain             | 3 811  | 23,9 |
| Douglas      | Démocrate               | 1 001  | 6,2  |
| Total        |                         | 15 968 | 100  |

Lors de la course au congrès, le parti républicain et le parti de l'Union constitutionnelle s'unissent face au parti démocrate divisé, parviennent à faire élire George P. Fisher (en) et obtiennent une faible marge à la chambre des représentants et au sénat.

### Maintien dans l'Union
Le Delaware, comme le Maryland, est géographiquement intégré au Nord mais a un tempérament sudiste. Si les mouvements minoritaires pro-sécessionnistes tentent de faire pencher la balance vers la cause confédérée, les mouvements de troupes fédérales vers Washington D.C. participent à maintenir l'État dans l'Union.
Le gouverneur de l'État, Willam Burton, sympathisant des États du Sud, tente de faire tenir une convention spéciale pour décider du sort du Delaware et le faire basculer dans la sécession. Si la législature nouvellement élue a des sympathies pro-sudistes, elle est néanmoins en désaccord avec lui sur le sujet de la sécession. Par un vote, à l'unanimité dans la chambre basse et à cinq contre trois au sénat, la sécession est désapprouvée.

## Élection présidentielle de 1864
Lors de l'élection présidentielle de 1864, le Delaware est toujours divisé. Les élections se déroulent comme en 1862 et 1863 sous la supervision des troupes de l'Union, et les soldats de l'Union reviennent voter. Le parti démocrate tire les conclusions de son boycott aux élections de 1863 et participe activement aux élections. Le parti démocrate remporte les élections grâce aux comtés de Kent et de Sussex. Le Delaware fait alors partie des trois États qui donnent leurs voix à George McClellan. Lors de l'élection présidentielle de 1864, le Delaware, avec le New Jersey et le Kentucky, n'est pas remporté par Abraham Lincoln. À la fin 1864, le parti démocrate est alors majoritaire aux deux chambres de l'assemblée générale de l'État ce qui empêchera la ratification du treizième amendement de la constitution. Seul, le gouverneur reste républicain.
Le Delaware rejette le 13e amendement, comme il le fera en 1868 pour le 14e amendement en 1868 et le 15e amendement en 1870 qui étendent les droits civils des anciens esclaves.

## Contexte
Selon le recensement de la population de 1860, l'État du Delaware compte 112 218 habitants dont 1 798 esclaves soit 1,6 de la population. La population blanche compte 90 589 individus et la population de couleur compte 19 829 individus à laquelle il faut ajouter les esclaves.
En avril 1861, le président Lincoln lance un appel pour lever 75 000 hommes contre les sept États confédérés, à ce moment, et garantir les propriétés fédérales. La circulaire du secrétaire de la guerre aux gouverneurs fournit les indications pour la levée de 94 régiments de 780 hommes. Le Delaware doit fournir un seul régiment. Néanmoins, si le gouvernement, en tant qu'État à esclaves, refuse de fournir ce régiment, les habitants du Delaware en organisent un de leur propre initiative.

## Esclavage
Avant la fin de la guerre d'indépendance des États-Unis, le Massachusetts et la Pennsylvanie avaient voté l'extinction graduelle de l'esclavage dans leur État. Le États au Nord du Delaware suivent au cours du temps l'exemple de ces deux États, mais le Delaware reste un État esclavagiste. Cependant, la population en servitude décroît progressivement passant de 4 711 (soit 6 % de la population)  en 1810 à 3 292 (soit 4 % de la population) en 1830, et à 1 798 (soit 1,6 % de la population) en 1860. En 1860, le nombre de propriétaire d'esclaves s'élève à 587 dont 562 propriétaires de moins de 10 esclaves et 25 propriétaires de 10 à 19 esclaves.

Hippolyte-Lazare Carnot écrit sur la situation des esclaves dans le Delaware : 

« Dans les États du nord tels que le Maryland, le Delaware, etc., où les esclaves sont peu nombreux, ils sont généralement mieux traités que dans le midi de l'Union. On procède contre eux en justice d'après la même loi que contre les Blancs, l'institution du jury est admise dans les procédures où ils sont impliqués. Dans le Delaware, le maître est puni d'amende pour violence, et de mort pour le meurtre envers la personne de son esclave. »

Néanmoins, le témoignage de Mistris Ellis tempère ce constat : 

« J'ai été trente-deux ans esclave dans l'État du Delaware. J'étais traitée d'une manière tolérable, comparativement à tant d'autres. J'étais élevée dans l'ignorance, et je sentais mon esprit déprimé, affaissé... J'ai été fouettée avec un fouet de charrette... Je porterai jusqu'au tombeau une bosse au front d'un coup que m'a donné mon maître. J'ai eu quatre enfants, deux sont morts, deux se sont échappés avec moi... C'est quand mon maître me menaça de me vendre et de garder mes enfants que je le quittai... »

Par ailleurs, le premier paragraphe de la section 9 de l'article 1 de la constitution des États-Unis du 17 septembre 1787 met fin à l'importation d'esclaves après 1808. L'une des conséquences de cette interdiction d'importation est l'enlèvement d'Afro-Américains libres qui sont vendus en tant qu'esclaves dans les États esclavagistes. La majorité des enlèvements a lieu dans les États frontaliers de la Pennsylvanie, le Maryland et le Delaware. L'avocat et pamphlétaire anti-esclavagiste Jesse Torrey a déclaré qu'il faudrait un livre pour enregistrer le nombre d'enlèvement de noirs libres au Delaware. Les raisons avancées pour lesquelles la Pennsylvanie, le Maryland et le Delaware sont des États avec un grand nombre d'enlèvements sont qu'il y a une grande communauté d'Afro-Américains libres, qu'ils sont proches de la ligne Mason-Dixon et l'anonymat des ports de Philadelphie, Wilmington et Baltimore favorisent les enlèvements.

## Personnes notables

### Politiques
James A. Bayard Jr. (en), William Cannon, George R. Riddle (en), Willard Saulsbury Sr. (en) et William Temple (en) sont des personnalités politiques du Delaware.
Lorsque le Sénat demande que tous les sénateurs prêtent serment de loyauté à l'Union, Bayard refuse sous prétexte que ce serment serait inconstitutionnel et démissionne du sénat. George R. Riddle (en), membre du parti démocrate, est élu au sénat des États-Unis en remplacement du sénateur démissionnaire James A. Bayard Jr.
William Cannon est membre à l'origine du parti démocrate puis rejoint le parti républicain. Il sert à l'assemblée générale du Delaware et en tant que gouverneur du Delaware pendant la majeure partie de la guerre de Sécession. Il meurt en poste le 1er mars 1865.
William H. H. Ross (en) est un propriétaire d'esclaves et membre du parti démocrate qui a servi en tant que gouverneur du Delaware. Ses sympathies avérées pour la cause du Sud, et après l'engagement de l'un de ses fils au sein de l'armée confédérée, le poussent à l'exil en Angleterre pendant la durée de la guerre de Sécession.
Willard Saulsbury Sr. (en), membre du parti démocrate, émet des critiques violentes à l'encontre de l'administration d'Abraham Lincoln. Il s'oppose à la guerre en général et à la suspension de l'habeas corpus et tente d'empêcher un vote soutenant cet ordre controversé,.
William Temple (en) est un membre du parti whig et ensuite du parti démocrate. Il sert l'assemblée générale du Delaware, en tant que gouverneur du Delaware et en tant que représentant des États-Unis du Delaware. Il rejoint le parti démocrate après l'élection d'Abraham Lincoln et s'oppose à la restauration de l'Union par la force. Il préside une « convention de Paix » inutile en juin 1861 à Dover. Il est candidat démocrate lors de l'élection contestée de la chambre des représentants des États-Unis de 1862.

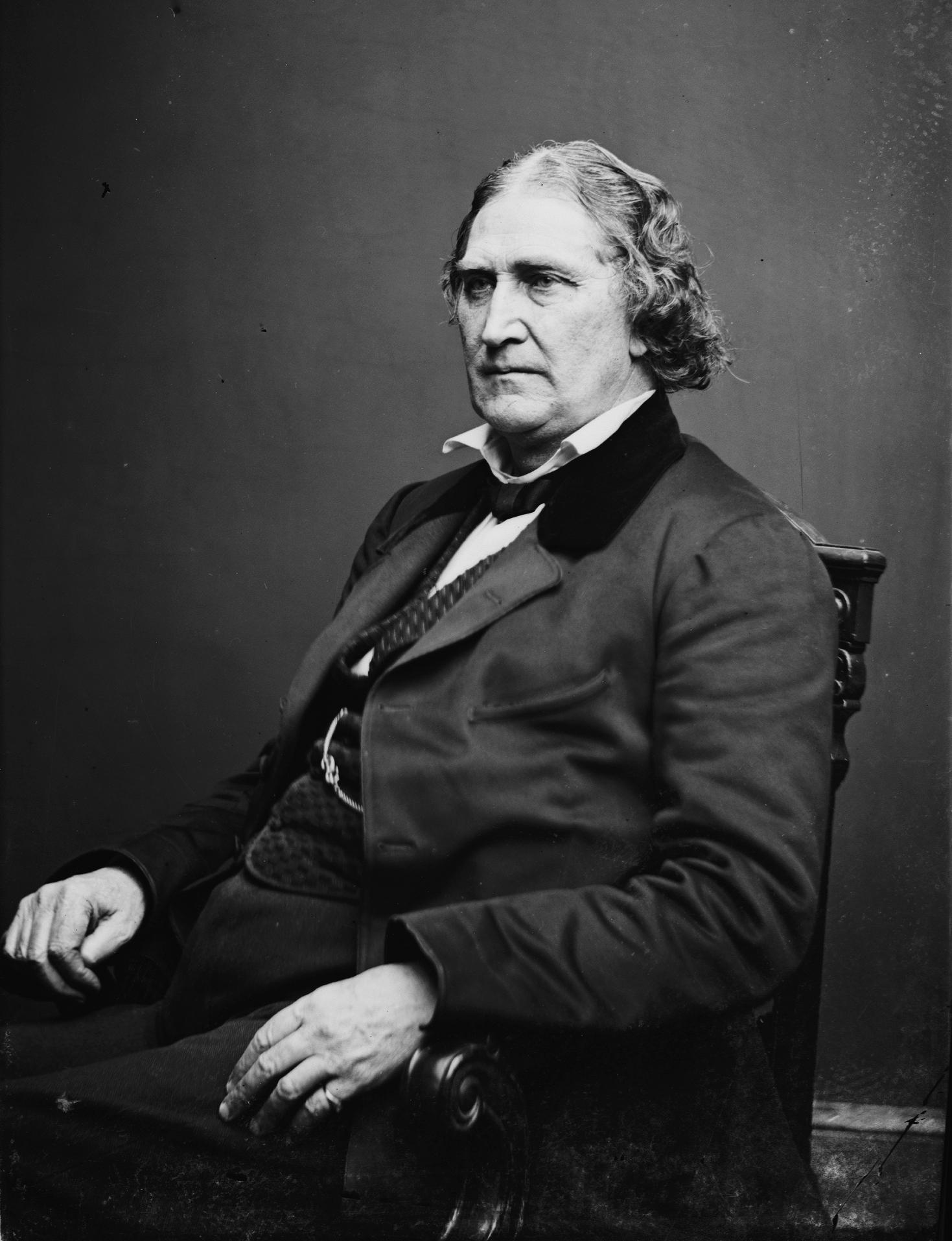
James Asheton Bayard Jr.
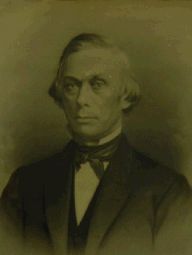
William Cannon
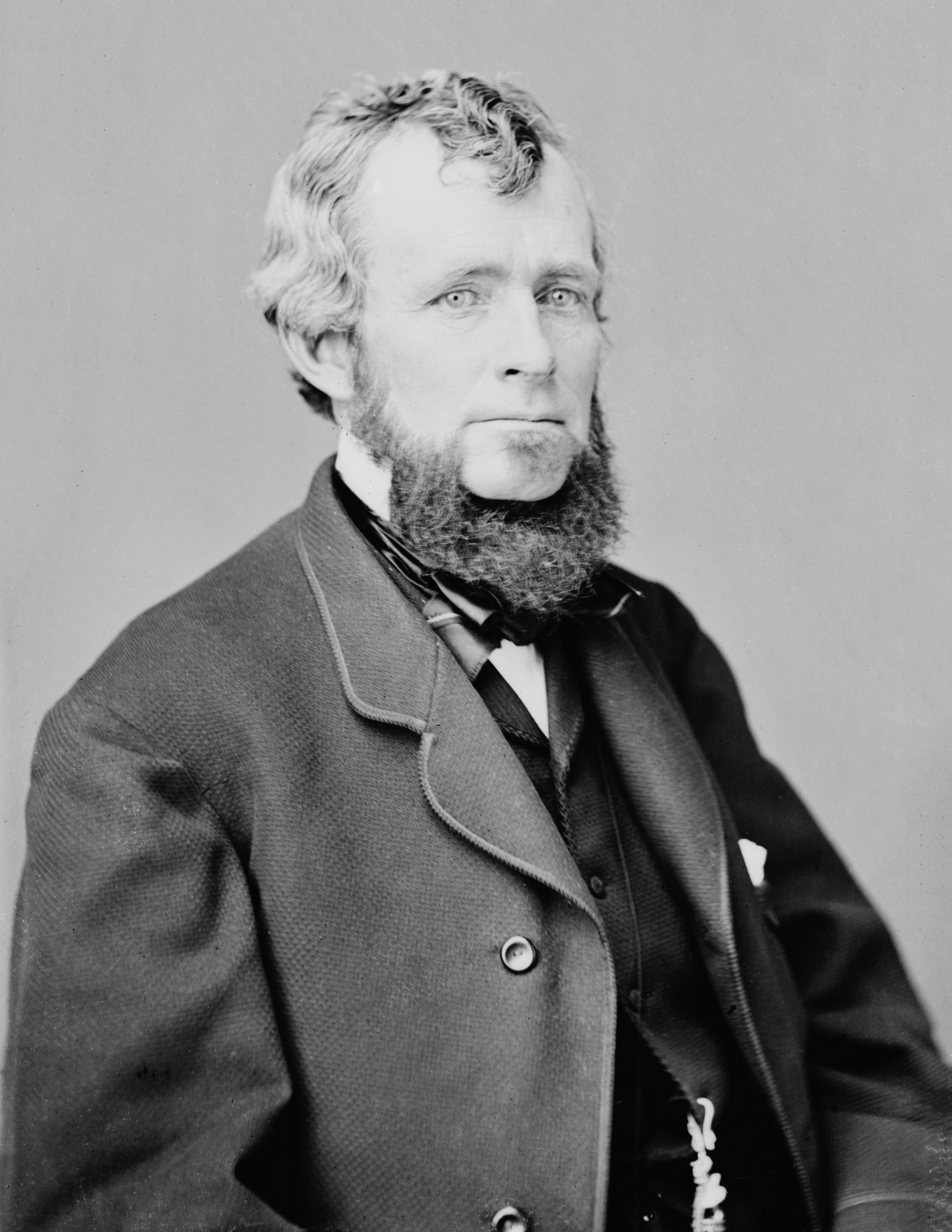
George R. Riddle
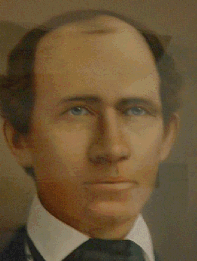
William H. H. Ross
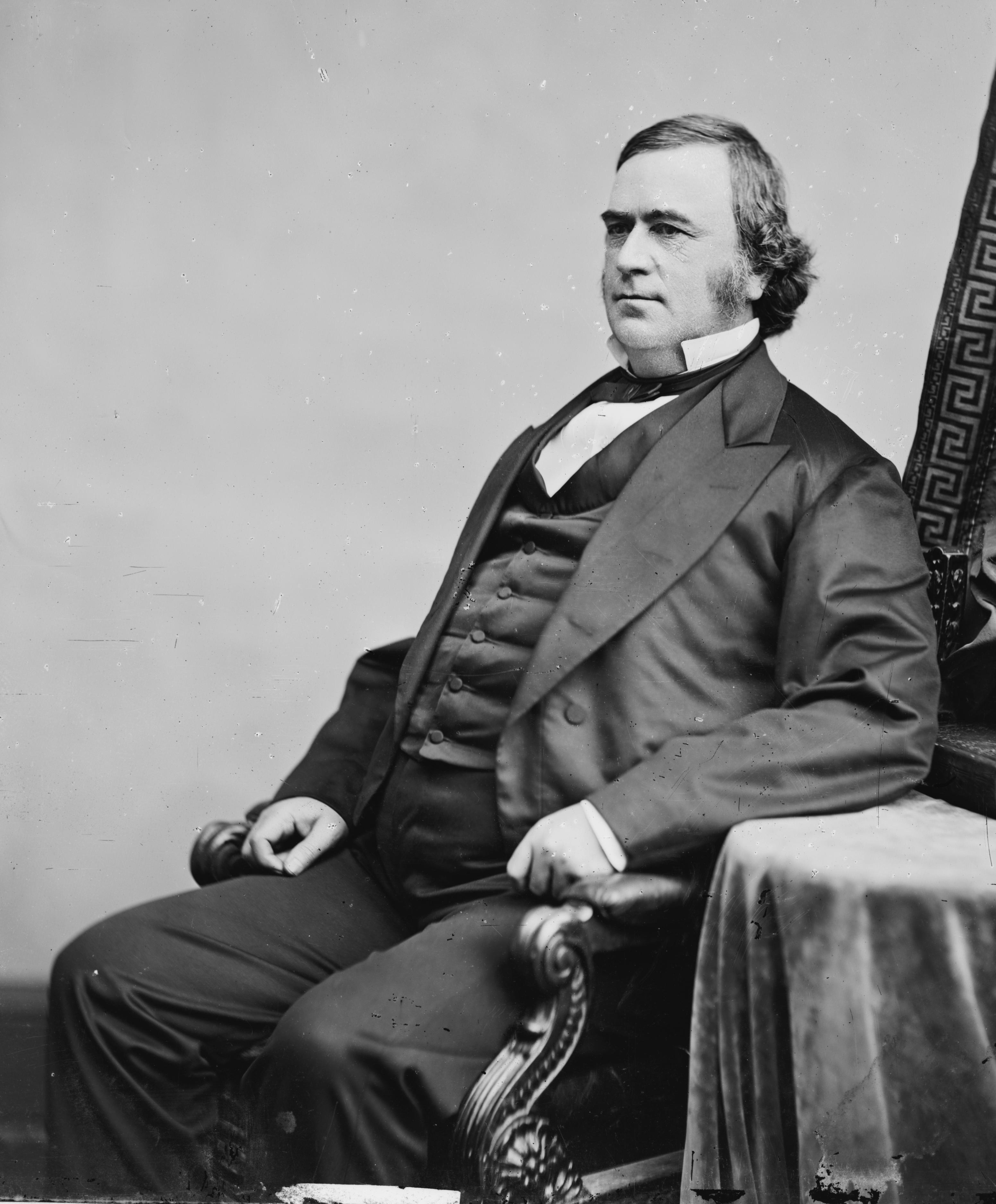
Willard Saulsbury Sr.
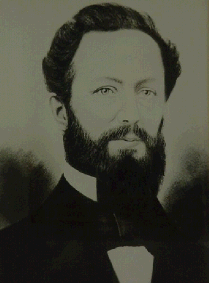
William Temple

### Militaires
Henry du Pont (en) est adjudant général du Delaware depuis 1846 lorsque la guerre éclate. Le gouverneur William Burton le nomme major général et lui donne la responsabilité du recrutement de tous les soldats de l'État. Henry du Pont tente de faire prêter serment d'allégeance aux États-Unis à tous les militaires sous peine de renvoi mais le gouverneur Burton suspend l'ordre. Il convainc le major général John Adams Dix d'envoyer des troupes au Delaware pour prévenir la sécession. Avec Dix, du Pont fait désarmer la « Delaware Guard », une compagnie militaire privée suspectée de déloyauté.
Henry A. du Pont, sort major de promotion de West Point  peu après le début de la guerre. Il est récipiendaire de la médaille d'honneur pour ses actions lors de la bataille de Cedar Creek en octobre 1864.
William H. Forwood (en) est un chirurgien, servant dans l'armée de l'Union, et finira chirurgien général de l'armée des États-Unis en 1902.
John P. Gillis (en) est contre-amiral de la marine des États-Unis  et lors de la guerre de Sécession commande l'Monticello, l'Seminole et l'Ossipee lors du blocus de l'Union.
Henry H. Lockwood (en) entre dans l'armée de l'Union en tant que colonel du 1st Regiment Delaware Volunteer Infantry, puis est nommé brigadier général des volontaires le 8 août 1861 et sert aux défenses de l'estuaire du fleuve Potomac. Le général Lockwood commande une brigade du XII corps lors de la bataille de Gettysburg.
Thomas A. Smyth (en) est un brigadier général dans l'armée de l'Union pendant la guerre de Sécession. Il est le dernier général de l'Union tué au combat lors de la guerre. Il est breveté à titre posthume major général des volontaires, avec une date de prise de rang au 7 avril 1865,.
George Sykes est major général dans l'armée de l'Union et commande le Ve corps de l'armée du Potomac pendant la bataille de Gettysburg. Il est relevé de son commandement par George Meade après la campagne de Mine Run qui juge son action trop lente.
Lorenzo Thomas est adjudant général de l'armée au début de la guerre de Sécession et occupe ce poste jusqu'à son départ à la retraite en 1869 sauf pendant une période où sur affectation spéciale il recrute des troupes afro-américaines dans la division militaire du Mississippi de 1863 à 1865.
Daniel Woodall (en) sert dans le 1st Delaware Infantry, succédant à Thomas A. Smyth au commandement du régiment et combat sur le théâtre oriental. Il est finalement breveté brigadier général des volontaires pour des services valeureux et méritoires lors de la guerre.

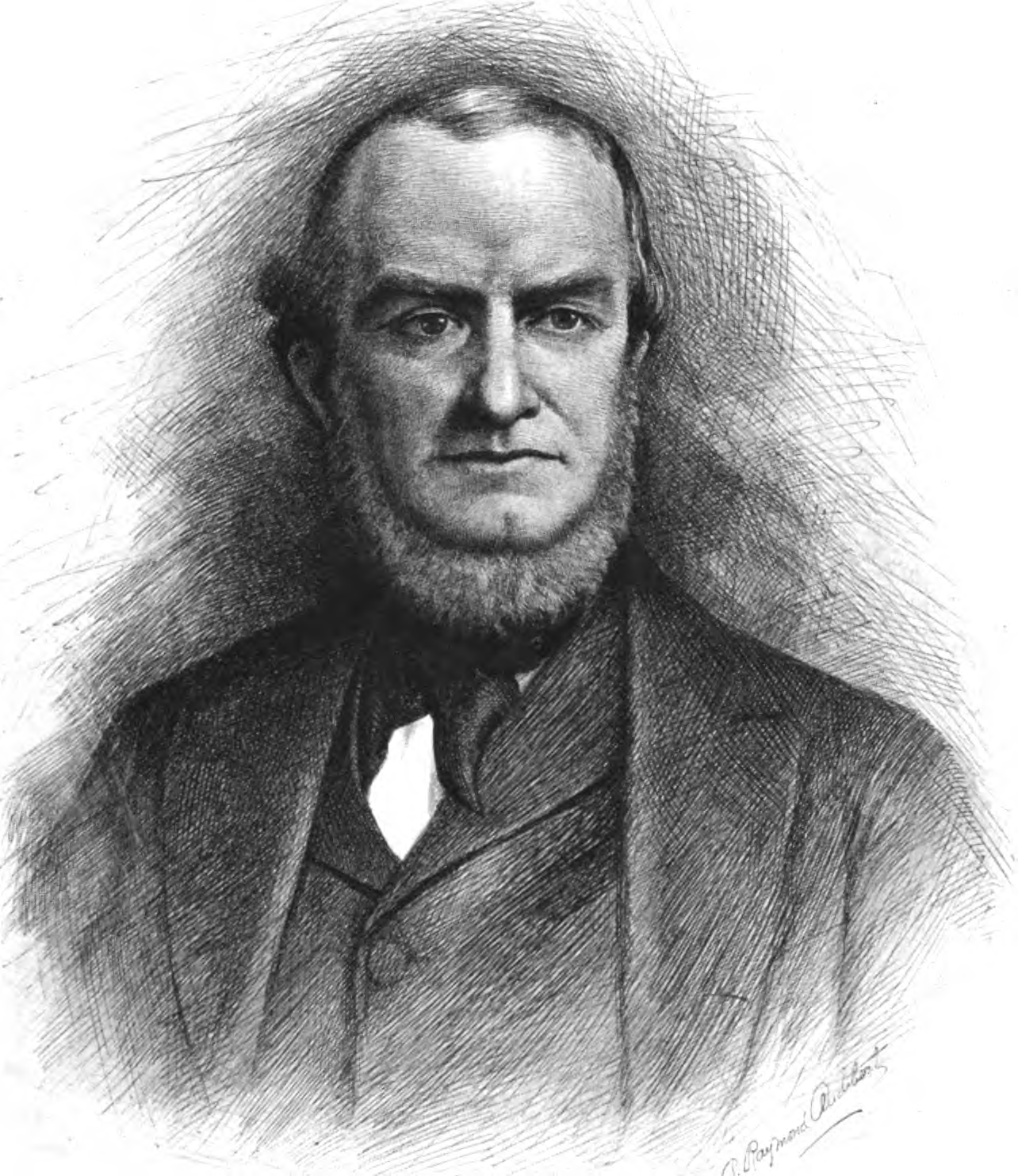
Henry du Pont
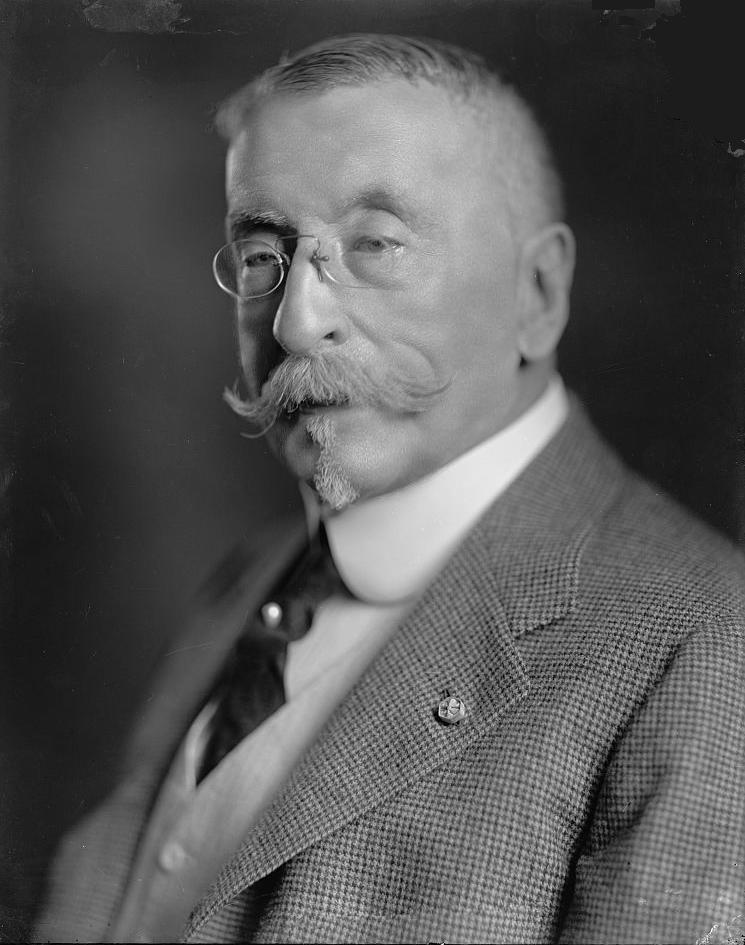
Henry A. du Pont
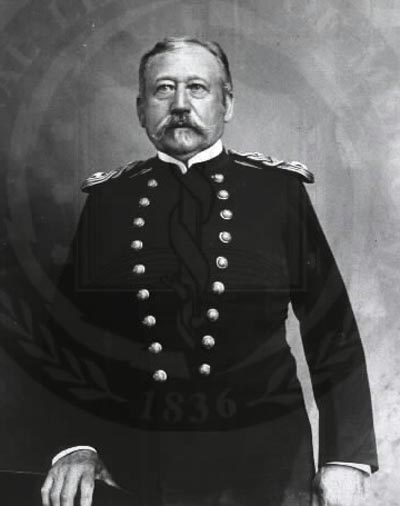
William H. Forwood
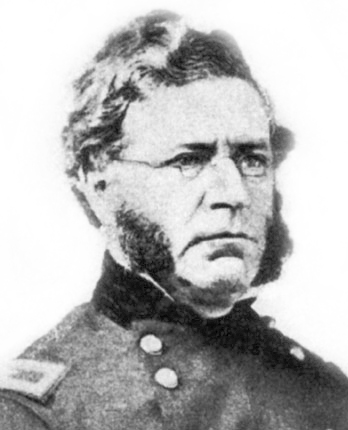
Henry H. Lockwood
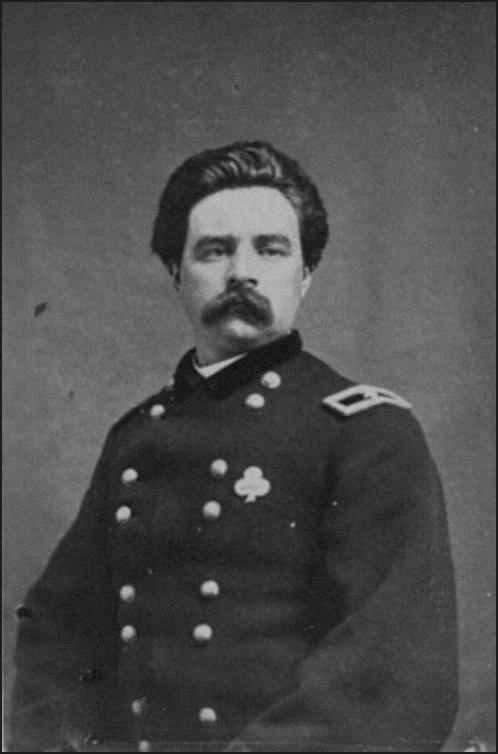
Thomas A. Smyth
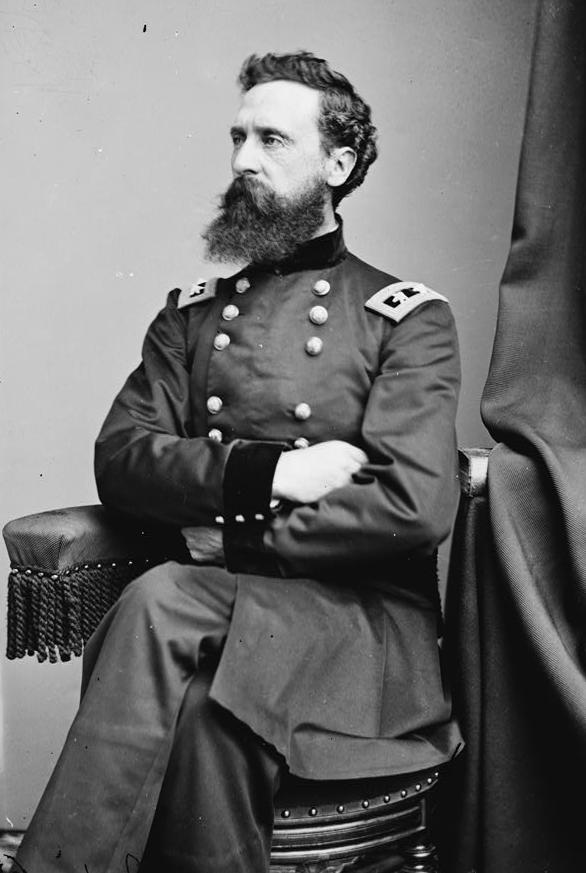
George Sykes
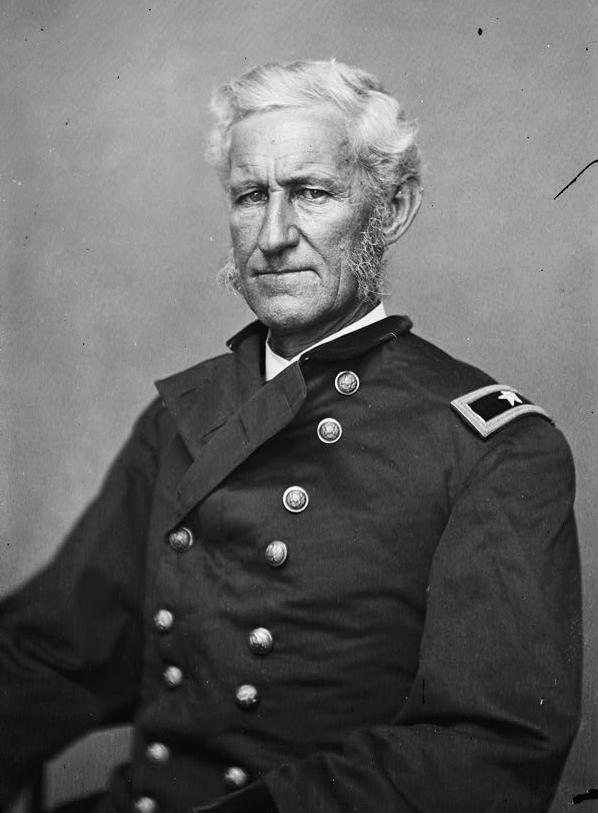
Lorenzo Thomas

### Civils
Lammot du Pont (en) est un chimiste et un membre clé de la famille du Pont. Il s'engage comme capitaine de la compagnie B du 5th Delaware Infantry pendant la guerre de Sécession et sert au fort Delaware sur Pea Path Island.
George P. Fisher (en) est nommé brièvement colonel du 1st Delaware Cavalry et est nommé par le président Lincoln le 10 mars 1863 au siège, nouvellement créé, à la cour suprême du district de Columbia. En 1867, il préside le procès de John Surratt, l'un des conspirateurs de l'assassinat d'Abraham Lincoln.
Thomas Garrett (en) est un abolitionniste américain eu leader du chemin de fer clandestin avant le début de la guerre de Sécession. Bien que le nombre d'esclaves en fuite aidés est quelquefois exagéré, il dit avoir en avoir « aidé seulement 2 700 avant que la guerre ne mette un terme à l'esclavage. »

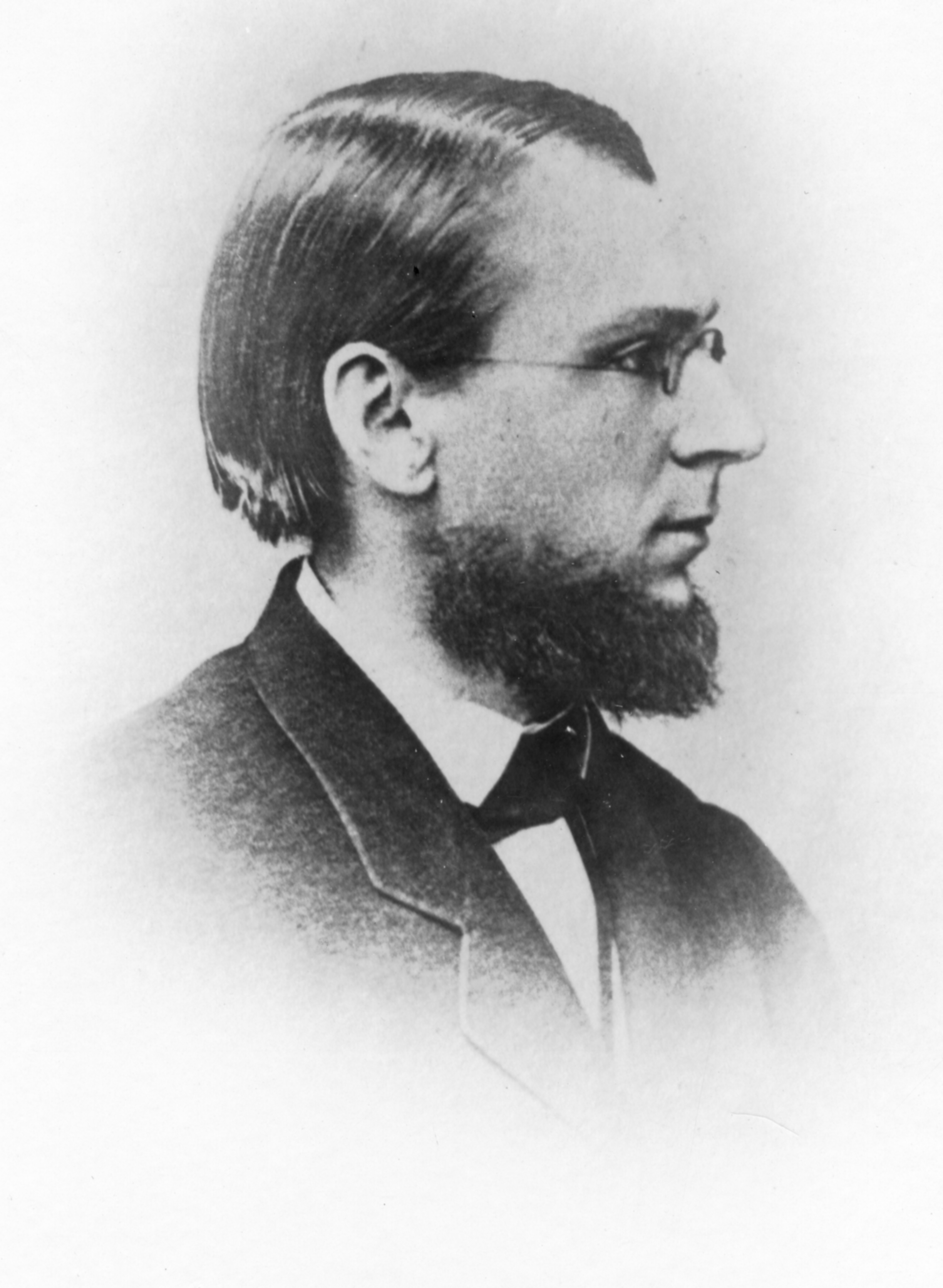
Lammot du Pont
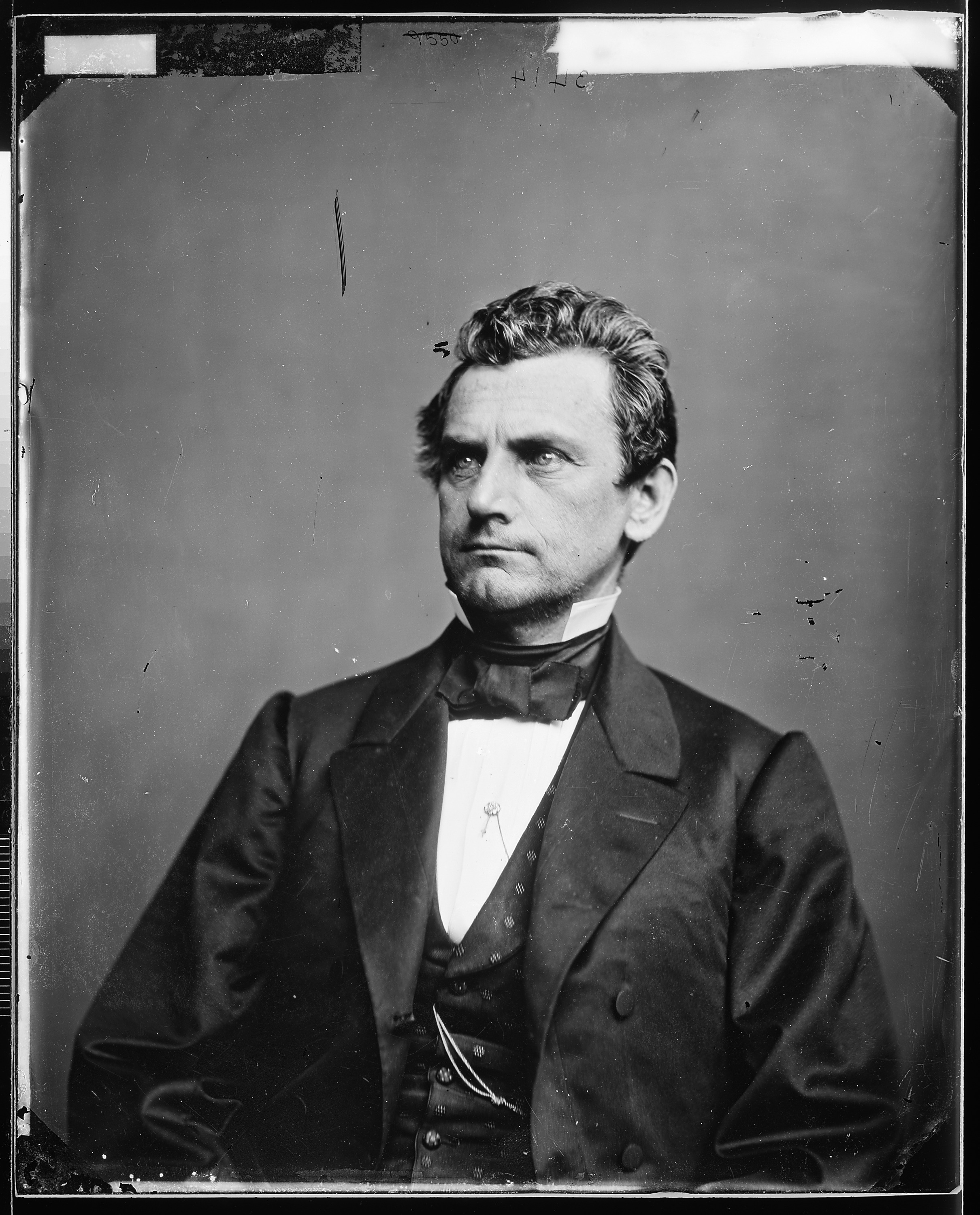
George P. Fisher
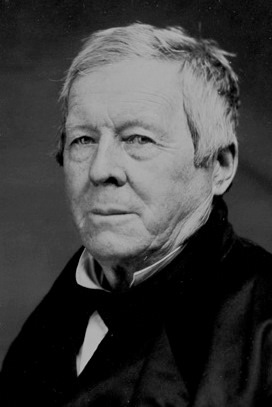